# Olé (quotidien argentin)
Pour les articles homonymes, voir Olé.
Olé est un quotidien sportif argentin en espagnol, fondé en 1996.
Il fait partie du groupe Clarín. Sa devise est Compartimos la pasion (« Partageons la passion »).